# Jason Maile
Jason Maile (* 24. Januar 1974) ist ein ehemaliger US-amerikanisch-italienischer Basketballspieler.

## Laufbahn
Maile spielte als Jugendlicher an der Forest City High School im US-Bundesstaat Pennsylvania und verließ diese als bester Korbschütze der Schulgeschichte. Der 1,93 Meter große Aufbauspieler gehörte von 1992 bis 1997 der Hochschulmannschaft der University of Pittsburgh an. Dort überzeugte er insbesondere in der Saison 1996/97 mit 12,4 Punkten pro Begegnung und indem er im Saisonverlauf 85 Dreipunktwürfe in 33 Einsätzen traf. Er begann seine Laufbahn als Berufsbasketballspieler in der Saison 1997/98 bei den North Dakota Wizards in seinem Heimatland und ging anschließend ins Ausland.
Von 1998 bis 2000 stand er in Spanien beim Zweitligisten Sondeos Del Norte in der Stadt A Coruña unter Vertrag. Zur Saison 2000/01 wechselte Maile nach Deutschland zu Metabox Braunschweig in die Basketball-Bundesliga. Er war gemeinsam mit Mark Flick der einzige Spieler, der nach dem Rückzug des Geldgebers Metabox während der Saison die Gehaltseinbußen in Kauf nahm und in Braunschweig blieb. Maile stand während des Spieljahres 2000/01 in 28 Bundesliga-Partien für die Niedersachsen auf dem Feld und erzielte 10,8 Punkte sowie 3,2 Rebounds je Begegnung. Mit 65 getroffenen Dreipunktwürfen war er nach Flick der zweitbeste Braunschweiger Ferndistanzschütze.
Im Jahr 2003 spielte Maile bei den Harrisburg Horizons in der US-Liga EBA. In der Saison 2003/04 stand der auch über die italienische Staatsbürgerschaft verfügende Spieler bei den Gießen 46ers in der deutschen Bundesliga unter Vertrag. In 28 Bundesliga-Einsätzen für die Mittelhessen verbuchte Maile im Schnitt 14,4 Punkte. Seine 67 erzielten Dreipunktwürfe waren der Mannschaftshöchstwert. Zur Saison 2004/05 wechselte er zu CB Calpe in die zweithöchste spanische Spielklasse, 2005/06 lief er für Pepsi Caserta in Italiens zweiter Liga auf.
In seiner Heimatstadt Forest City gründete Maile ein Unternehmen, mit dem er Basketball-Trainingslager und -trainerstunden anbot.